# Сиях-Чан-Кавиль I
Сиях-Чан-Кавиль І (дословно Рожден из неба бог Кавиль; правил с 426 года) — одиннадцатый правитель древнего майяского царства Мутуль со столицей в Тикале.

## Биография
Сиях-Чан-Кавиль І был сыном Кинич-Эб-Шока и его преемником на троне Тикаля и царства Мутуль.
При Сиях-Чан-Кавиле І в 445 году была возведена стела 31 из Северного акрополя, упоминающая в качестве основателя династии Яш-Эб-Шока. Кроме того, на ней находится список правителей, кончающийся на Чак-Ток-Ичаке, и изображения Сиях-Чан-Кавиля, надевающего царский венец, его отца в виде божества, и двух воинов, одетых по теотиуаканской моде. Теотиуакан и Мутуль были союзниками и активно торговали, этот союз позволил Тикалю установить свою власть по всему северу нынешнего департамента Петен и присоединить Уашактун.
Наследницей Сиях-Чан-Кавиля стала Иш-Уне-Балам.